# 毛叶猫尾木
毛叶猫尾木（学名：Dolichandrone stipulata var. kerri）为紫葳科猫尾木属下的一个变种。

## 扩展阅读
- 維基物種上的相關：毛叶猫尾木